# Polylepis pauta x sericea
Polylepis pauta x sericea là loài thực vật có hoa trong họ Hoa hồng. Loài này được miêu tả khoa học đầu tiên.